# Deutsche Fußball-Amateurmeisterschaft 1981
Deutscher Fußball-Amateurmeister 1981 wurden die Amateure des 1. FC Köln. Im Finale im Kölner Franz-Kremer-Stadion siegten die Gastgeber mit 2:0 gegen den FC St. Pauli.

## Teilnehmende Mannschaften
Durch die Einführung der eingleisigen 2. Bundesliga zur Saison 1981/82 gab es in diesem Jahr keine Aufsteiger aus den Oberligen. Dadurch nahmen alle Meister der acht Oberliga-Staffeln aus der Saison 1980/81 am Wettbewerb um die deutsche Amateurmeisterschaft teil.
| Mannschaften | Mannschaften          | Ligen Saison 1980/81       |
|              | FC St. Pauli          | Oberliga Nord              |
|              | BFC Preussen          | Oberliga Berlin            |
|              | 1. FC Paderborn       | Oberliga Westfalen         |
|              | 1. FC Köln / Amateure | Oberliga Nordrhein         |
|              | SC Viktoria Griesheim | Oberliga Hessen            |
|              | 1. FSV Mainz 05       | Oberliga Südwest           |
|              | SV Sandhausen         | Oberliga Baden-Württemberg |
|              | MTV Ingolstadt        | Bayernliga                 |

## 1. Runde
Hinspiele:  Do 28.05.     Rückspiele:  So 31.05.
|                       | Gesamt |                       | Hinspiel | Rückspiel |
| --------------------- | ------ | --------------------- | -------- | --------- |
| BFC Preussen          | 2:5    | MTV Ingolstadt        | 2:1      | 0:4       |
| 1. FC Paderborn       | 3:1    | SV Sandhausen         | 1:0      | 2:1       |
| 1. FC Köln / Amateure | 6:5    | SC Viktoria Griesheim | 5:1      | 1:4       |
| 1. FSV Mainz 05       | 1:4    | FC St. Pauli          | 0:1      | 1:3       |

## Halbfinale
Hinspiele: Fr 05.06.     Rückspiele: So/Mo 07./08.06.
|                       | Gesamt |                 | Hinspiel | Rückspiel |
| --------------------- | ------ | --------------- | -------- | --------- |
| 1. FC Köln / Amateure | 7:2    | 1. FC Paderborn | 2:2      | 5:0       |
| FC St. Pauli          | 4:3    | MTV Ingolstadt  | 2:1      | 2:2       |

## Finale
| 1. FC Köln / Amateure                                 | 1. FC Köln / Amateure | FC St. Pauli | FC St. Pauli |
| ----------------------------------------------------- | --- | --- | ------------ |
| 1. FC Köln / Amateure                                 | \| Sonntag, 14. Juni 1981 in Köln (Franz-Kremer-Stadion) \| \| Ergebnis: 2:0 (1:0) \| \| Zuschauer: 7.000 \| \| Schiedsrichter: Franz-Josef Hontheim (Trier) \|                               | \| Sonntag, 14. Juni 1981 in Köln (Franz-Kremer-Stadion) \| \| Ergebnis: 2:0 (1:0) \| \| Zuschauer: 7.000 \| \| Schiedsrichter: Franz-Josef Hontheim (Trier) \|                                                                                                   | FC St. Pauli |
| 1. FC Köln / Amateure                                 | Wolfgang Mattern – Ralf Faber – Siggi Marti, Hermann Knöppel, Rainer Nicot – Dieter Herlein, Peter Langer, Bernd Grabosch – Jürgen Halbe, Hans Faust, Udo Abels Cheftrainer: Erich Rutemöller | Reinhard Rietzke – Walter Frosch – Michael Strunck, Reenald Koch, Jens-Peter Box – Karl-Heinz Noldt, Uwe Knodel, Uwe Mackensen, Joachim Philipkowski (72. Jens Hackstein) – Christopher Pätzold (57. Marc Hartung), Hans-Friedrich Brunner Cheftrainer: Kuno Böge | FC St. Pauli |
| 1. FC Köln / Amateure                                 | 1:0 Bernd Grabosch (21.) 2:0 Hans Faust (77.) | | FC St. Pauli |
| 1. FC Köln / Amateure                                 | Philipkowski | | FC St. Pauli |
| Sonntag, 14. Juni 1981 in Köln (Franz-Kremer-Stadion) | | |              |
| Ergebnis: 2:0 (1:0)                                   | | |              |
| Zuschauer: 7.000                                      | | |              |
| Schiedsrichter: Franz-Josef Hontheim (Trier)          | | |              |